# Henriette Treusch von Buttlar-Brandenfels

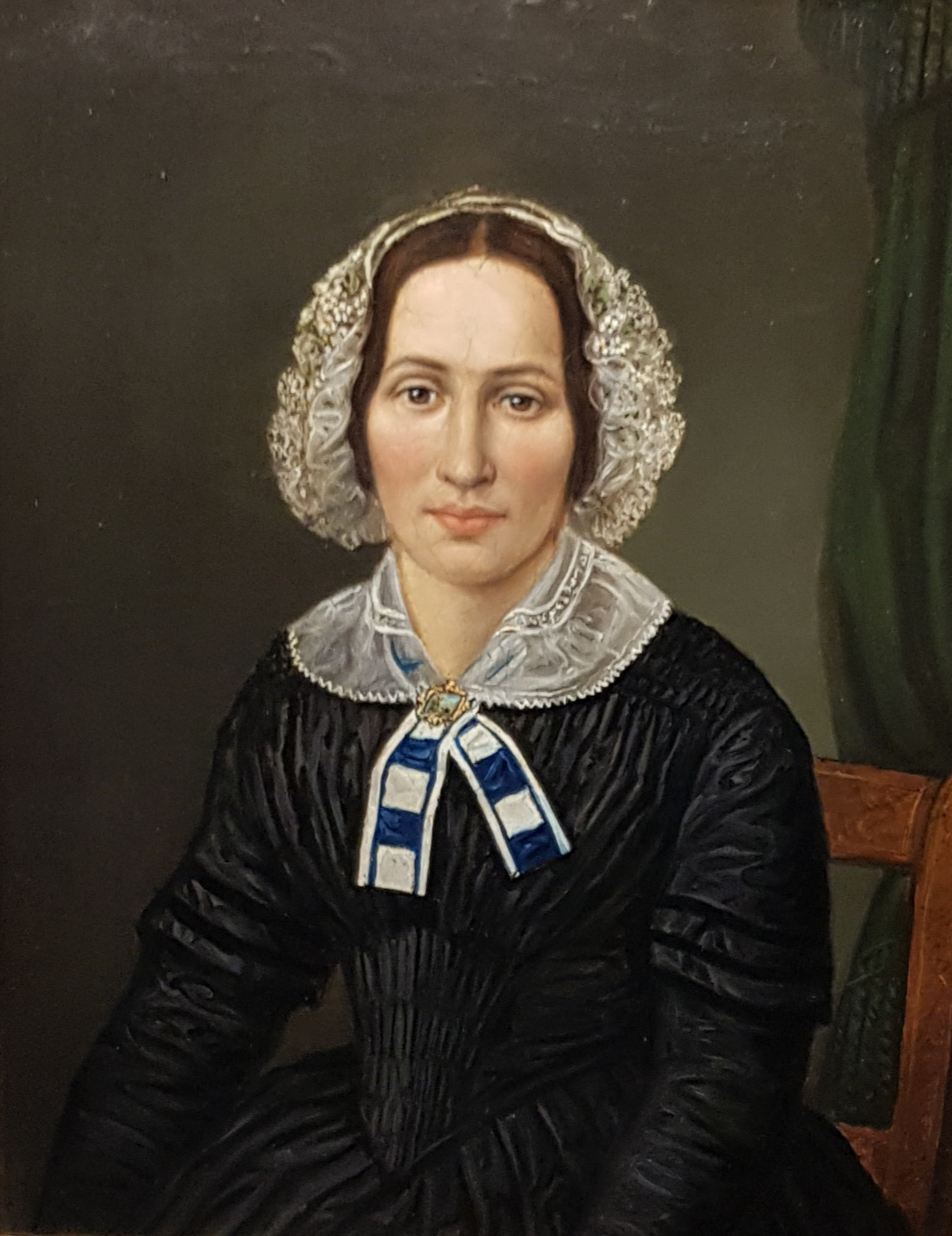
Gemälde von Henriette Treusch von Buttlar-Brandenfels

Henriette Elisa Auguste Ernestine Freifrau Treusch von Buttlar-Brandenfels, geb. Bosse (* 18. Oktober 1813 in Kassel; † 7. August 1889 in Ripafratta bei Pisa) war eine deutsche Schriftstellerin.

## Historischer Hintergrund
Henriettes Vater, Georg Bosse war Artillerieoffizier in der Armee des Königreichs Westphalen bzw. Palaisfourier unter Jérôme Bonaparte. Bosse wurde im September 1811 in den Adelsstand erhoben und heiratete im Oktober desselben Jahres die damals 19-jährige Friederike Fulda.
Nach Auflösung des Königreichs Westphalen begleitete die Familie von Bosse die Familie Bonaparte 1815 ins Exil. Zunächst zogen sie nach Hainburg in Österreich, später nach Schönau bei Wien, wo Jérôme Bonaparte 13 Jahre lang auf dem von ihm erworbenen Schloss Schönau lebte. Seine Schwester Karoline Murat, die Exkönigin von Neapel, kaufte das nahegelegene Schloss Frohsdorf. Die Familie von Bosse stand in engster Beziehung zu den Hofkreisen beider ehemaliger Königsfamilien. Nachdem Jérôme sein Schloss wieder verkauft hatte, ging die Familie von Bosse zurück nach Braunschweig.

## Leben
Henriette Bosse wurde als Tochter von Philipp Georg Bosse geboren. Sie ist die Schwester der Schriftstellerin Auguste von Bosse (* 1829). 1832 lernte Henriette während eines Besuchs bei ihrer Tante in Kassel den Obergerichtsreferendar und Dichter Ernst Koch kennen. Dieser schrieb später für sie unter dem Pseudonym Eduard Helmer den „Prinz Rosa-Stramin“. Sie verlobten sich unter Zustimmung der Eltern. Da Koch eine zu erwartende Stelle als Ministerialreferent nicht erhielt, lösten Henriettes Eltern 1834 die Verlobung.
Ihr zweiter Verlobter, Leutnant Ernst von Woltersdorff, starb kurz vor der geplanten Heirat an Typhus. 1842 heiratete sie den 80-jährigen verwitweten Heinrich Viktor Wilhelm Freiherr Treusch von Buttlar-Brandenfels, Stadtkommandant von Wolfenbüttel (1762–1847).
1848 zog Henriette nach Meiningen. Im September 1874 zerstörte der große Stadtbrand von Meiningen auch ihre komplette Habe, so auch das elterliche Erbe mit kostbarem Schmuck und Andenken, die diese von der Familie Jérôme Bonaparte und Caroline Murat erhalten hatten. Landgraf Alexis von Hessen-Philippsthal-Barchfeld stellte ihr daraufhin ein Landhaus im Park zu Barchfeld zur Verfügung, das sie bewohnte und von wo aus sie mit der jungen Gräfin Schmettau eine Reise nach Italien unternahm. Aus der anfänglich kurz geplanten Reise wurden insgesamt acht Jahre.
Henriette starb am 6. August 1889 in Ripafratta bei Pisa.

## Veröffentlichungen
Als Ernestine von L.
- König Jérôme und seine Familie im Exil, Briefe und Aufzeichnungen. Brockhaus, Leipzig 1870 (Digitalisat auf Google Books).
- Palast und Bürgerhaus. Hermann Costenoble, Jena 1872 (Digitalisat auf Google Books).
- Schatten und Licht. Verlag der deutschen Buchhandlung, Leipzig 1875.
- Verloren und gefunden. Novelle. In: Allgemeine Modenzeitung.75. Jahrgang, 1873, S. 241 ff. (in Fortsetzungen).
- Der Bergrath. Criminalgeschichte. In: Das neue Blatt, ein illustriertes Familien-Journal. Jahrgang 1873, S. 637 ff. (in Fortsetzungen).